# Mike Pletch
Mike Pletch, né le 12 avril 1983, est un joueur de rugby à XV, qui joue avec l'équipe du Canada évoluant au poste de pilier (1,80 m pour 111 kg).
Il a un frère jumeau qui est également international, Dan.

## Carrière

### En club
- Oakville Crusaders  Canada

### En équipe nationale
Il a eu sa première cape internationale le 2 juillet 2005, à l’occasion d’un match contre l'équipe d'Argentine.

## Palmarès
- 26 sélections avec l'équipe du Canada
- Sélections par année : 1 en 2005, 6 en 2006, 6 en 2007, 5 en 2008, 6 en 2009, 2 en 2012.